# Pogonatum iwatsukii
Pogonatum iwatsukii är en bladmossart som beskrevs av Andries Touw 1986. Pogonatum iwatsukii ingår i släktet grävlingmossor, och familjen Polytrichaceae. Inga underarter finns listade i Catalogue of Life.